# Artifici incendiari
|  | No s'ha de confondre amb Bomba incendiària. |

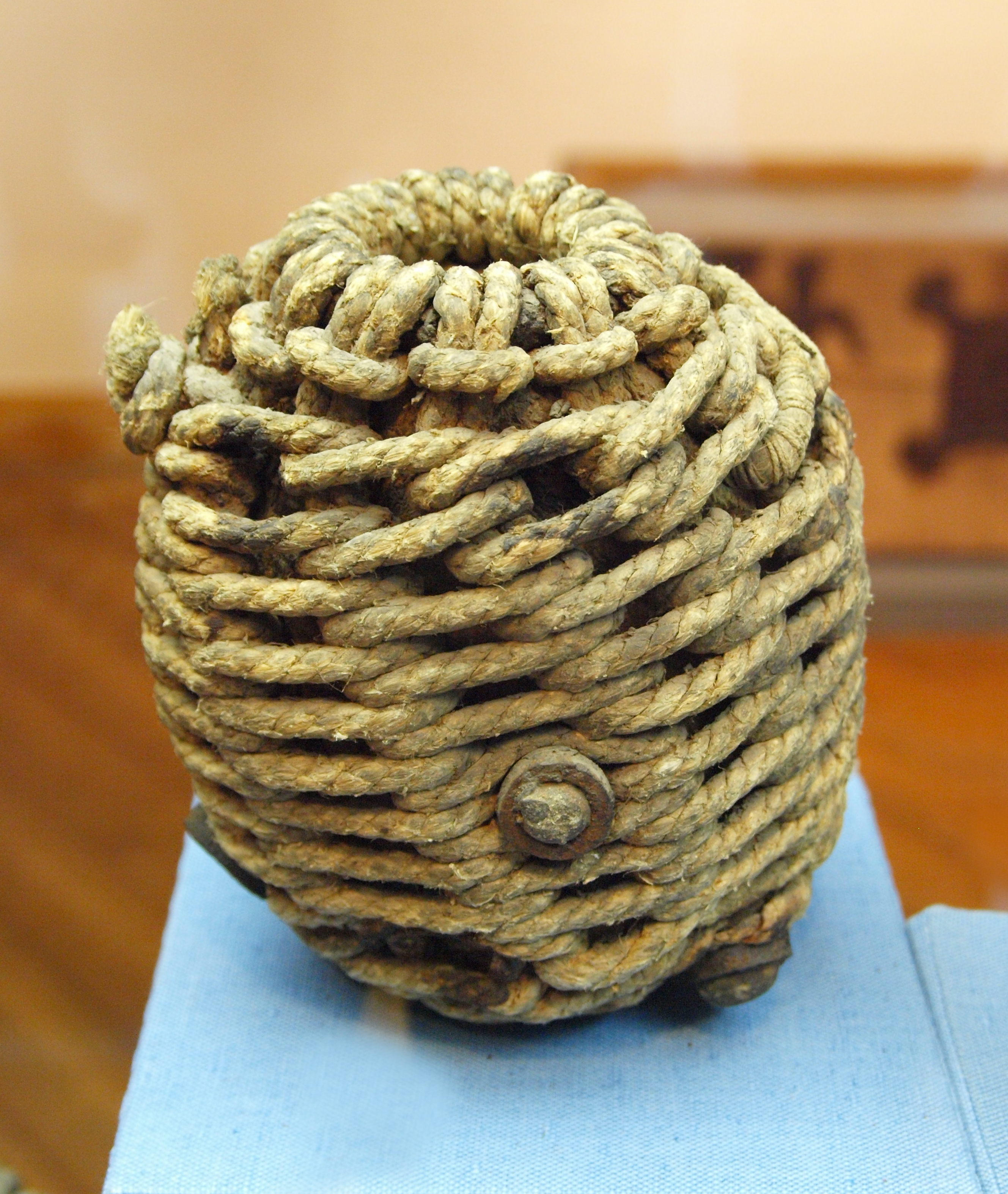
Una carcassa del (museu de Veste Coburg, Alemanya)

Artificis incendiaris o dispositius incendiaris, són armes que tenen com a característica més descollant el fet que es basen en l'ús de substàncies incendiàries en combat, com: napalm, termita, trifluorur de clor o també fòsfor blanc. Les armes incendiàries s'usen per derrotar el personal (situat obertament o en refugis), per a destruir equips sensibles, materials, edificis, cultius i boscos, així com per generar incendis en una àrea d'hostilitats.
S'han utilitzat diversos tipus de dispositius incendiaris des de temps antics. El foc grec emprat per l'Imperi Romà d'Orient, n'és un excel·lent exemple i va ser la causa de moltes victòries navals. Durant els segles xv i xvi els coets eren emprats com a arma incendiària, però van desaparèixer fins al segle xix.

## Història

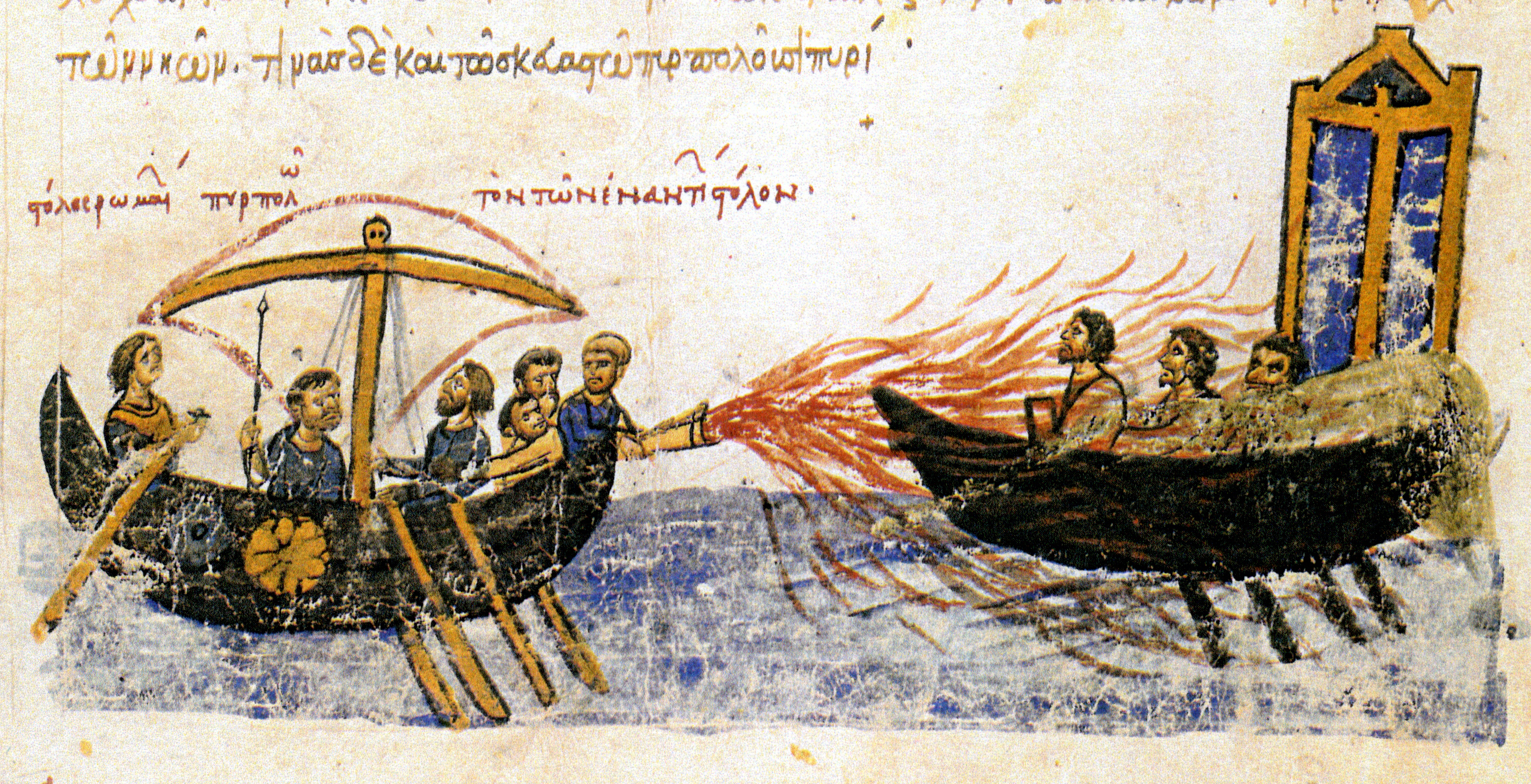
Ús del foc grec. Miniatura de la crònica madrilenya de John Skilica

Un dels primers tipus d'artifici incendiari coneguts des de l'antiguitat és el foc grec .
Les municions incendiàries es van usar àmpliament durant el primera i especialment el segona guerra mundial. En algunes batudes de 1944, fins a un milió de bombes incendiàries van ser llançades durant la nit, la qual cosa va representar el 80-100 % de la càrrega de bombes d'avions. El bombardeig de les ciutats de Dresden i Hamburg va causar baixes comparables a l'efecte de l'ús d'armes nuclears a Hiroshima i Nagasaki .
Segons els càlculs dels especialistes nord-americans, fins al 70 % de la destrucció urbana i els danys es van haver de l'ús de mitjans incendiaris. Es van usar artificis incendiaris en grans quantitats en les guerres contra Corea i Vietnam. Així, en sis anys (de 1965 a 1971), els avions nord-americans van llançar al voltant de 1,700 mil tones de municions incendiàries a la Indoxina, destruint milers de localitats.
En els últims anys de la guerra de Vietnam, les municions incendiàries van representar gairebé el 40 % del nombre total d'armes d'aviació utilitzades amb el suport directe de les forces terrestres, i en algunes operacions es van dur a terme per crear incendis massius a les àrees de concentració i moviment de tropes que van representar fins a 70 % de la càrrega total de la bomba de l'aeronau.

## Danys

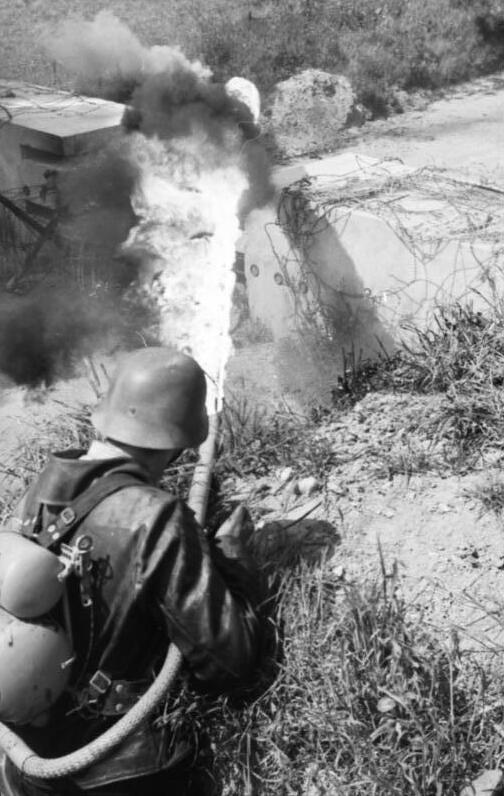
Llançaflames d'un soldat alemany, 1944

Els principals factors que originen els danys fets pels artificis incendiaris són l'energia tèrmica alliberada durant el seu ús i els productes de combustió que són tòxics per als éssers humans. Aquests factors es manifesten en l'objectiu des d'al cap de pocs segons fins al cap d'uns minuts de l'aplicació d'un artifici incendiari. Posteriorment, hi ha factors denominats danys secundaris que són conseqüència d'incendis emergents. El temps de durada de la seva acció pot ser des d'uns minuts i hores fins a dies i setmanes.
El sorprenent efecte de les armes incendiàries en les persones es manifesta de les següents formes:
- Cremades a la pell, tant quan les substàncies cremades entren en contacte amb la pell del cos o en uniformes, i com a resultat de l'acció de la radiació tèrmica a la zona de foc continu;
- Cremades de la membrana mucosa del tracte respiratori amb el posterior desenvolupament d'edema i asfíxia en inhalar aire molt calent, fum;
- La incapacitat de continuar respirant (falta d'oxigen) a causa de la crema d'oxigen de l'aire en estructures tancades (refugis) i la mort de persones;
- Exposició a productes tòxics de la combustió de substàncies incendiàries i materials combustibles.

A més a més, les armes incendiàries poden tenir un fort impacte moral i psicològic en les persones, la qual cosa redueix la seva capacitat per resistir activament el foc.
Les armes i equips militars tradicionals es veuen fortament afectats, principalment a causa de la ignició i la combustió dels materials, la fusió i la pèrdua de resistència dels elements del seu disseny. El major perill per a aquests objectes és la presència de tancs amb combustible (tancs, pots, cisternes, etc.) que poden encendre's i explotar. Els incendis en certs llocs d'equip militar, encara que no poden ser tan grans com els incendis en àrees poblades i boscos, però a causa dels brots de combustible i les explosions, són molt perillosos per al personal en o prop dels equips.

## Acords internacionals
En 1972, segons la conclusió d'una comissió especial de l'ONU, les armes incendiàries van ser assignades condicionalment a armes de destrucció massiva. Aquesta decisió es va prendre sobre la base d'estudiar l'experiència de l'ús en combat dels artificis incendiaris i la seva alta efectivitat en la seva operació com a objectes perillosos.
D'acord amb la " Convenció sobre la prohibició o restricció de l'ús d'armes convencionals específiques que poden considerar-se que causen danys excessius o efectes indiscriminats" (en anglès:)), adoptat en 1980 per l'ONU, Protocol 3 "Sobre la prohibició o restricció de l'ús d'armes incendiàries" Article 2:. L'Estat Español va aprovar aquest protocol el 29 de desembre de 1993.
- Està prohibit l'ús d'armes incendiàries contra civils;
- Està prohibit l'ús d'armes incendiàries en l'aire contra instal·lacions militars àrees on es concentren civils i l'ús d'altres tipus d'armes incendiàries en aquests llocs està regulat;
- Està prohibit convertir els boscos en un objecte d'atac amb l'ajuda d'armes incendiàries, excepte en els casos en què els boscos s'utilitzin per albergar instal·lacions militars o combatents.

El Protocol 3 no inclou els següents tipus d'armes com a incendiàries:
- Armes l'efecte incendiari de les quals és aleatori, com a càrregues d'il·luminació, traçadores, sistemes de fum i senyals.
- Municions destinades a la destrucció combinada per una explosió o estelles amb un efecte incendiari addicional, com equipat amb bombes explosives i projectils explosius; quan s'usa contra objectius militars com a vehicles blindats, avions, instal·lacions, estructures.

## Aplicació
Basats en l'experiència de l'ús d'armes incendiàries de guerres passades, els experts militars de l'OTAN creuen que les armes incendiàries s'usaran en realitzar les següents tasques operatives i tàctiques: obtenir la superioritat aèria destruint avions, personal de vol i tècnic en aeròdroms, instal·lacions d'aeròdroms, dipòsits de municions i combustible, així com estacions de radar; aïllament d'àrees de combat (en unions ferroviàries i combois, combois, concentració de tropes i equip militar, així com la creació d'incendis massius en les rutes de moviment de tropes); suport directe a les forces terrestres (atacs contra les formacions de batalla de les tropes, els llocs de llançament dels míssils, les posicions de tret de l'artilleria i diverses instal·lacions defensives).
Actualment, en alguns països, la recerca continua millorant les armes incendiàries, la qual cosa, al seu torn, determina el creixent paper de la protecció contra elles

## Tipus

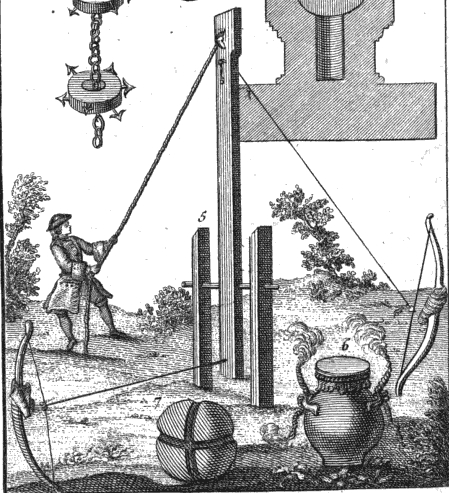
Dibuix de 1745

Dins del context d'atificis incendiaris hi ha entre d'altres: el foc grec, el llançaflames, el còctel molotov, el pen huo qi (antic llançaflames xinès), les carcasses o la granada de mà incendiària.
- Llança de foc
- Sageta de foc
- Foc grec
- Pen Huo Qi (antic llançaflames xinès)
- Llançaflames
- Carcassa (projectil)
- Còctel Molotov
- Granada incendiària
- Napalm
- Bomba incendiària

## Galeria

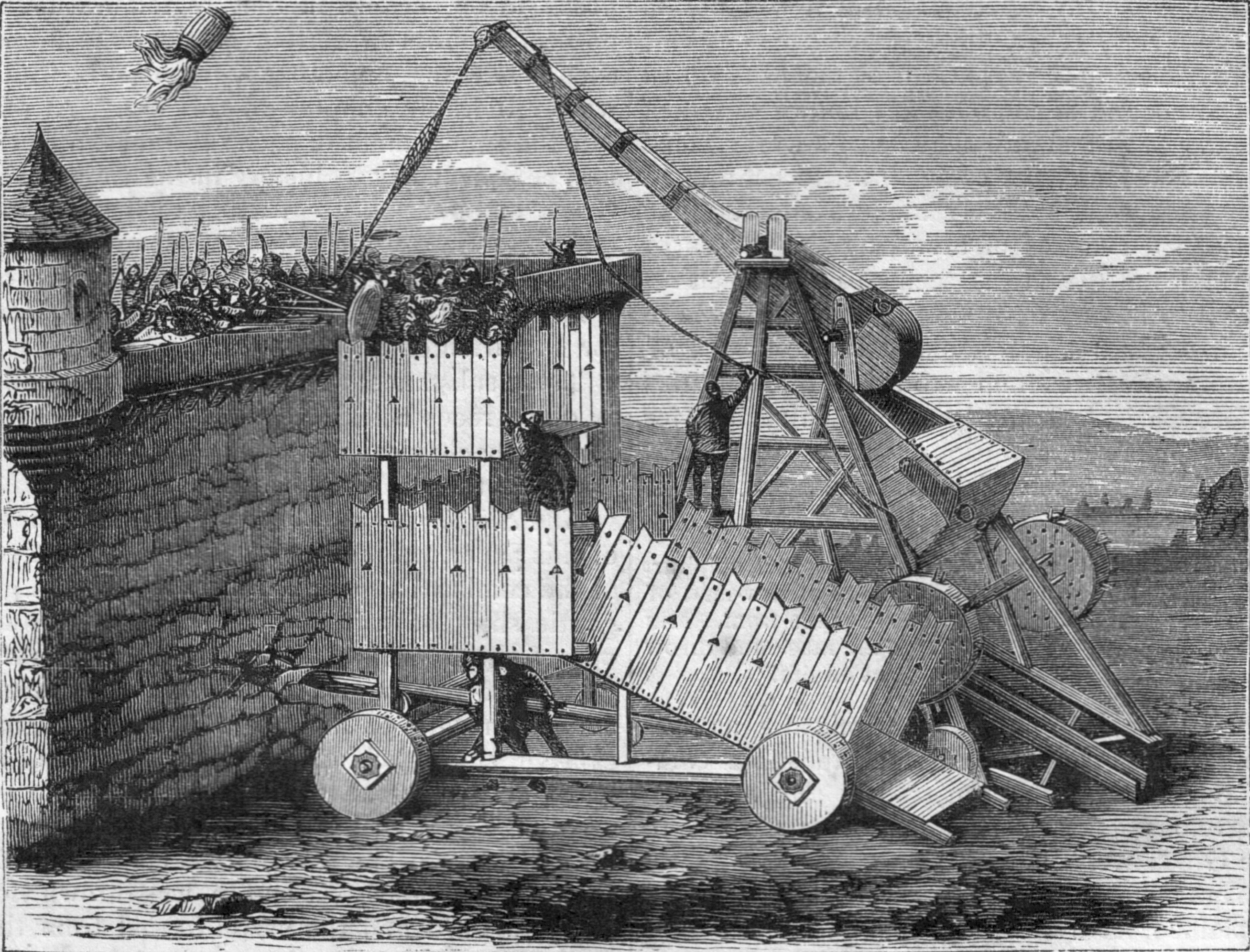
Aplicació del "foc grec" durant el setge d'una fortalesa.
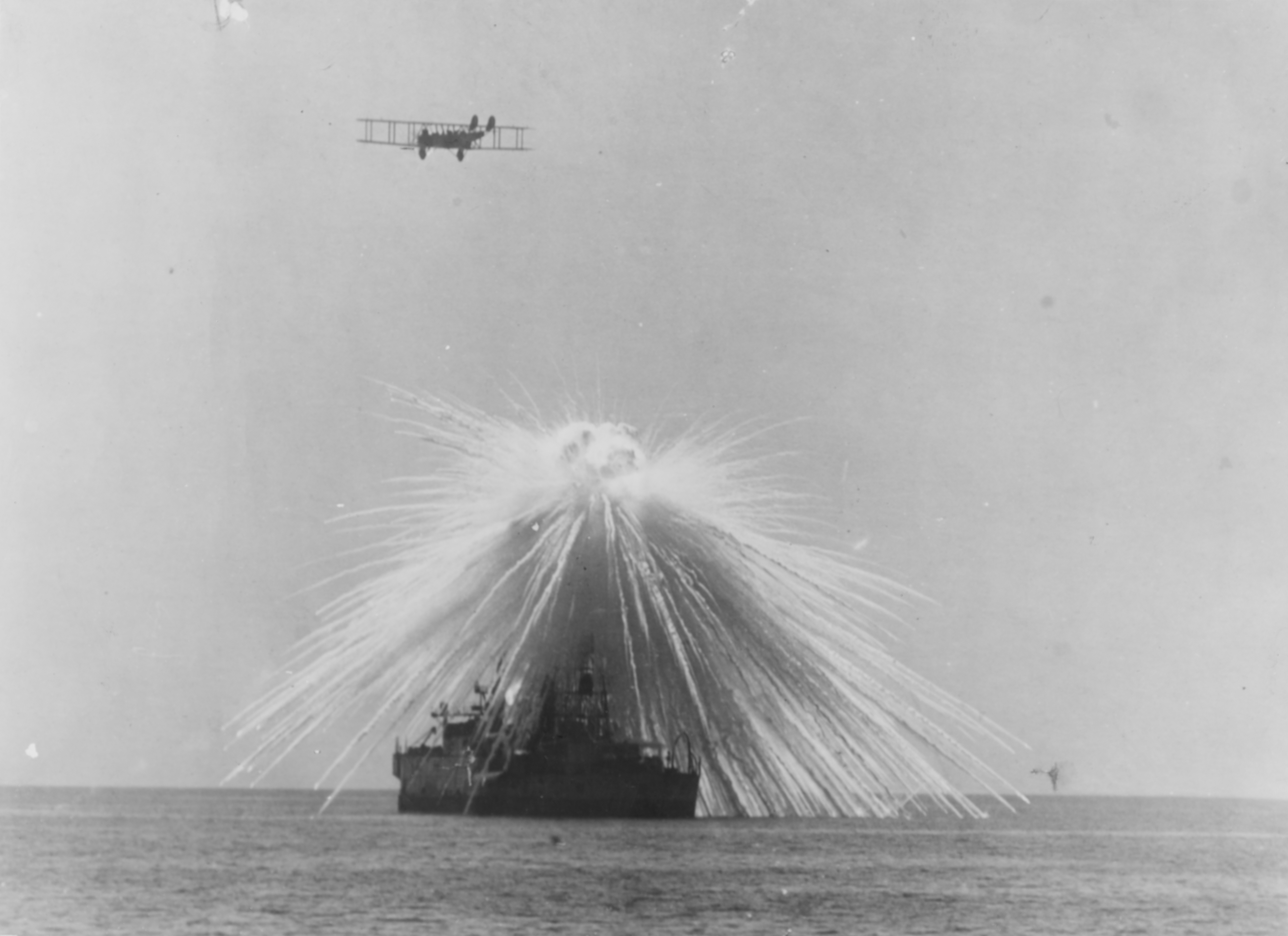
Prova d'armes inflamables (una explosió de bombes de fòsfor) sobre la nau militar Alabama, 1921
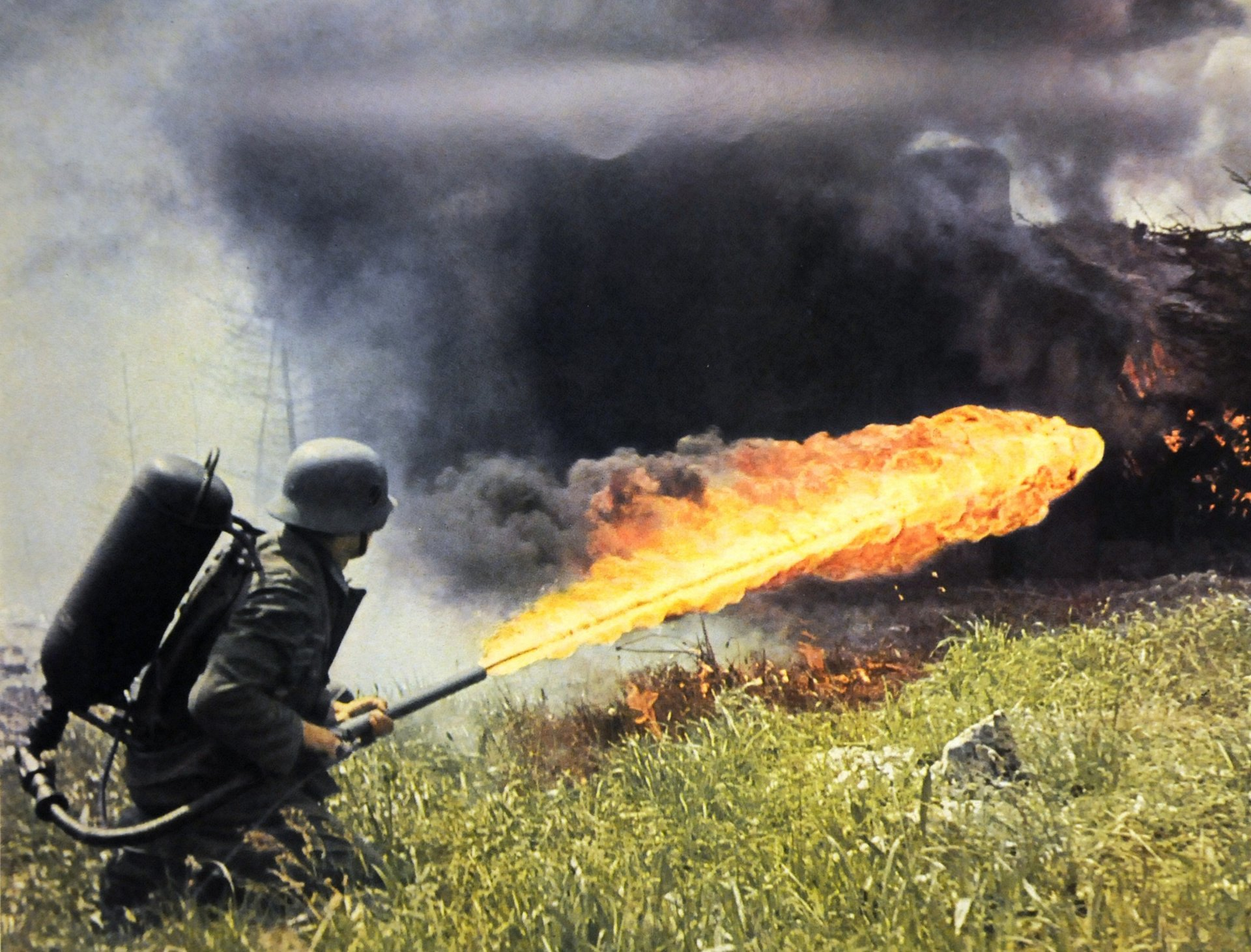
Soldat alemany en l'Operació Barbarroja
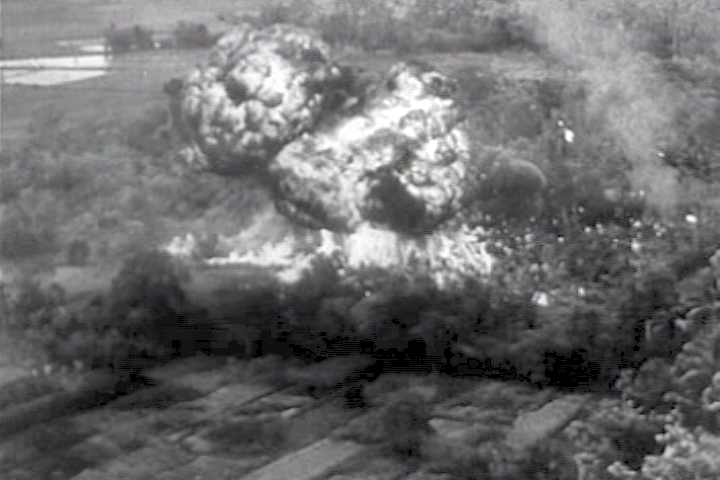
Aplicació de Napalm durant el bombardeig del Vietnam per l'aviació francesa.
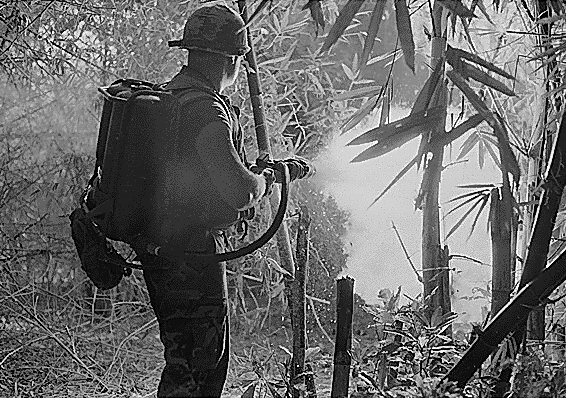
Llançaflames flames de la 23 Divisió d'Infanteria nord-americà. Vietnam
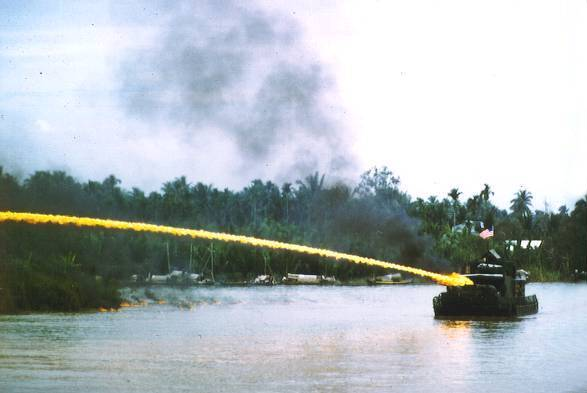
Ús nord-americà d'un llançaflames des d'una barca a la guerra del Vietnam
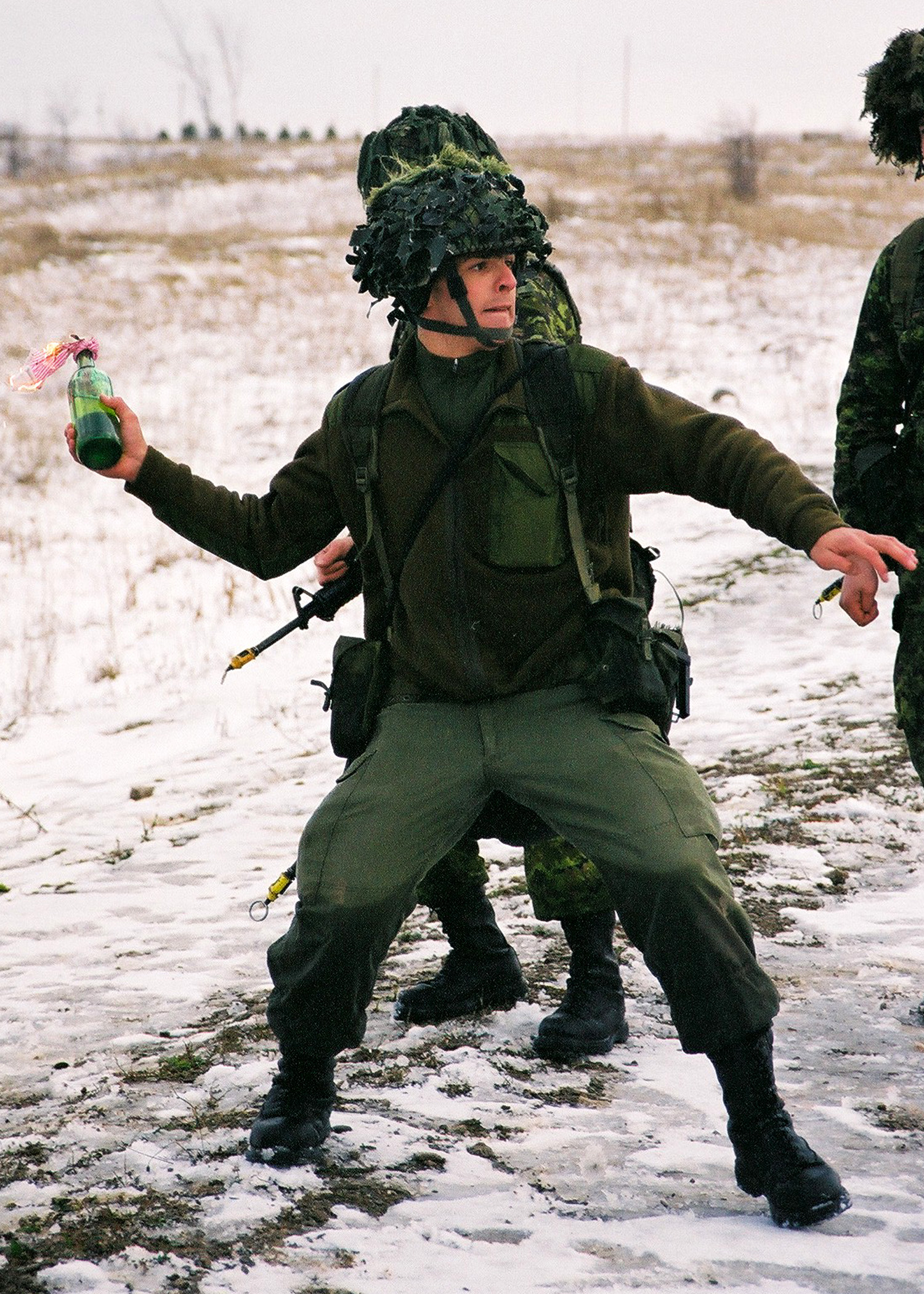
Soldat canadenc llançant un "còctel molotov"